# Dvärgsjöborre
Dvärgsjöborre (Echinocyamus pusillus) är en sjöborreart som förekommer i Nordsjön.
Arten blir vanligen 6 till 10 mm lång (sällan upp till 15 mm), 5 till 8 mm bred och 3 till 4 mm hög. Förutom i Nordsjön hittas dvärgsjöborre i västra Östersjön och i Atlanten söderut till Azorerna. Den vistas i grunda havsområden till ett djup av cirka 1000 meter. Dvärgsjöborre livnär sig främst av kiselalger och foraminiferer.

## Rödlistning
Den var i Sverige tidigare rödlistad som nära hotad. I 2010-2020 års rödlista listas den som livskraftig.